# مردی بدون سایه
مردی بدون سایه فیلمی به کارگردانی، نویسندگی و تهیه‌کنندگی علیرضا رئیسیان محصول سال ۱۳۹۷ است. این فیلم که در ایران و اسپانیا فیلمبرداری شده‌است، سومین فیلم از سه‌گانه رئیسیان پس از چهل سالگی و دوران عاشقی است. مردی بدون سایه در سی و هفتمین دوره جشنواره فیلم فجر حضور دارد و به روابط عاطفی و زناشویی انسان معاصر می‌پردازد و نگاه ویژه‌ای به مشکلات اجتماعی این روزهای جامعه دارد.

## داستان فیلم
ماهان کوشان (علی مصفا) پس از ساخت یک فیلم مستند درباره خشونت، زندگی‌اش تهدید شده و همسرش سایه، عاشقانه به کمک او می‌آید اما حوادثی پیچیده همه چیز را دگرگون میکند تا ماهان به خشونت فیلم خود گرفتار شود.

## بازیگران
| بازیگر             | نقش          |
| ------------------ | ------------ |
| لیلا حاتمی         | سایه تمدن    |
| علی مصفا           | ماهان کوشیار |
| فرهاد اصلانی       | بازجو        |
| امیر آقایی         | فواد دشت‌آرا  |
| گوهر خیراندیش      | مادر سایه    |
| نادر فلاح          | هومن فاتح    |
| نسیم ادبی          | همسر فواد    |
| سیامک اطلسی        | صاحب خانه    |
| به‌آفرید غفاریان    | دختر جوان    |
| شهرام جمشیدی       | پسر جوان     |
| سیمون سیمونیان     | مدیر شبکه    |
| حسام نورانی        |              |
| آویسا سجادی        | یاسی         |
| پانته‌آ سیروس       | دختر خاله    |
| آزاده اسماعیل خانی | قادری        |